# Parc des Roselières

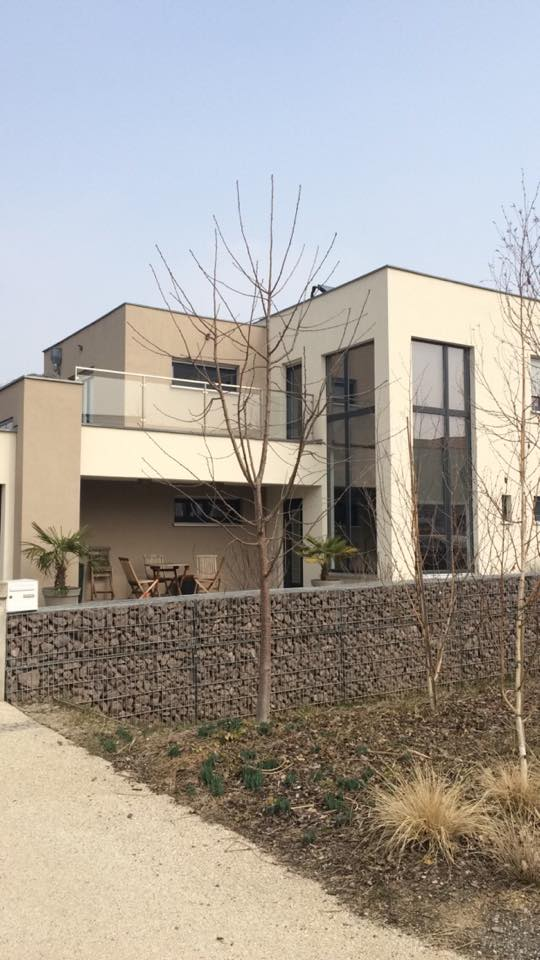
Vue du Parc des Roselières (Obernai)

Le Parc des Roselières est un écoquartier qui se situe à Obernai en Alsace.
En tant qu'écoquartier, il respecte les principes du développement durable et a des objectifs économiques, sociaux mais également environnementaux.
Le parc porte le nom d'une technique naturelle et innovante de filtration que l'on redécouvre aujourd'hui, d'où son nom Les Roselières qui donne une image verte du quartier.

## Historique[1],[2]
Le projet a été lancé en 2002 par la mairie d'Obernai pour trouver des solutions permettant au quartier d’être le moins coûteux et le plus fonctionnel possible. Il a fallu attendre 2007 pour démarrer les premières phases de travaux. 
Le quartier des Roselières, situé en périphérie Sud Est d'Obernai, occupe une surface totale de 220 000 m2 dont 52 800 m2 d’espaces verts, soit un quart de la superficie. Il a été conçu afin d’accroître la population en accueillant différentes catégories socioprofessionnelles grâce à une mixité sociale et intergénérationnelle.

## Les différents enjeux de cet écoquartier

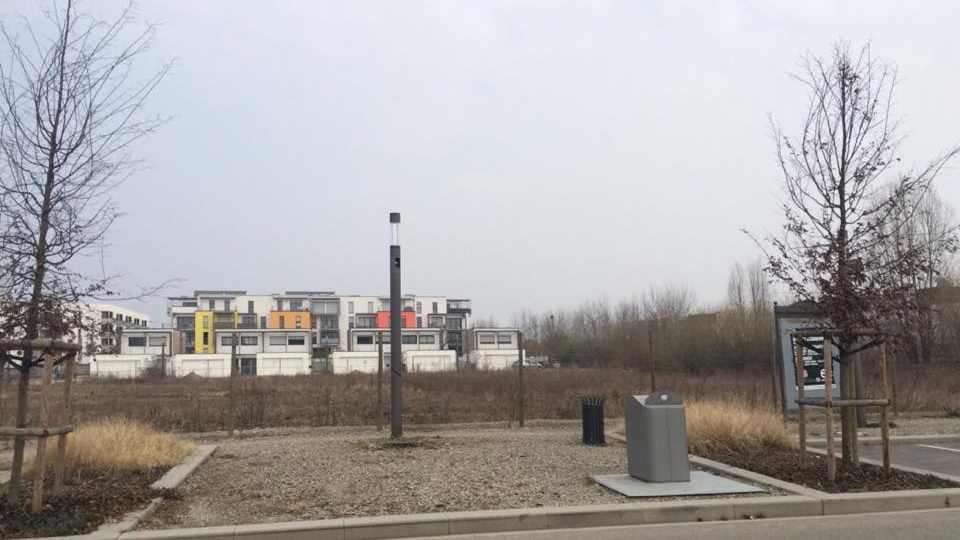
Vue du Parc des Roselières (Obernai)

## Les différents enjeux de cet écoquartier[3]

### Enjeu économique
Le premier enjeu est un enjeu économique.
La ville d'Obernai a utilisé plusieurs moyens pour baisser les prix d'achat des terrains. En effet, le but économique d’un écoquartier est de permettre à tous les ménages d'accéder à la propriété. Tout d'abord un terrain ne coûte que 130 000 euros parce qu’il est vendu par la mairie et non par un promoteur immobilier. Ensuite, les terrains sont de taille moyenne et donc reviennent moins chers. Cependant cet avantage présente des inconvénients à savoir des maisons très proches les unes des autres et des jardins très petits.
Parce que de nombreux commerces (boulangerie, médecin, gendarmerie, garderie) sont présents dans ce quartier, celui-ci fait preuve d’un dynamisme financier et économique donc d’une grande attractivité.

### Enjeu social

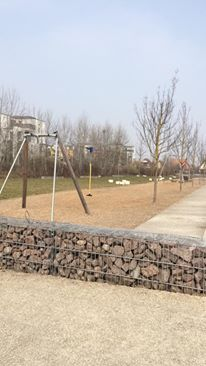
Vue du Parc des Roselières (Obernai)

L’enjeu social est double : accroitre la population de la ville. La population totale d’Obernai va effectivement augmenter de 12 % (ce qui équivaut à 1 450 habitants) d’ici la fin du projet. D’autre part, l'objectif visé est de favoriser, de manière durable la mixité sociale. Pour cela il s'agit de créer des logements adaptés à toutes les catégories socio-économiques ainsi qu'à tous les âges. Ainsi, le Parc des Roselières comporte 120 maisons et 480 logements collectifs.

#### Mixité sociale
Dès le départ chaque rue a été conçue de manière à favoriser les échanges entre les différentes classes sociales. Ainsi des villas sont construites pour les personnes les plus aisées à côté de maisons bi-familles pour les gens de classe moyenne, et d'immeubles collectifs pour les foyers les plus modestes. Un accompagnement locatif social a même été mis en place afin de faciliter l'accession à la propriété.  Il existe également à l'intérieur du quartier 25 % de logements sociaux. Cependant ces derniers ne sont pas réellement intégrés  dans les différentes rues mais positionnés en bordure du parc. On peut le regretter car cet aménagement ne semble pas favoriser totalement la mixité sociale. 

#### Quartier intergénérationnel
Le Parc des Roselières a été pensé de manière à favoriser les rencontres et les échanges entre les habitants de différents âges : d’une part grâce au pôle enfance qui attire les plus jeunes ménages, d’autre part grâce à des logements utilisant la domotique qui facilitent le quotidien des personnes âgées et leur permettent de rester le plus longtemps possible dans leurs maisons (motorisation de certains éléments, maisons de plain pied, vidéosurveillance...). Ainsi ce mélange des générations  peut permettre de mettre en place une solidarité de voisinage. Tout est pensé pour favoriser ce lien social voire cette solidarité : la présence de nombreux commerces de proximité comme celle d'un jardin public. 

## Les enjeux environnementaux
Le parc des Roselières étant un écoquartier, il se doit de proposer aux habitants de bonnes conditions de vie. Les concepteurs du projet ont réfléchi dès le départ à la manière de respecter les contraintes environnementales (d'eau, d'énergie, des matériaux utilisés, de tri des déchets).

### L’eau
Une technique de récupération de l’eau de pluie a été mise en place. Il s’agit d’une filtration naturelle de l’eau par des roseaux. Ce système très ancien permet de renvoyer l'eau à son milieu naturel d'origine afin de ne pas polluer les rivières et les océans et de ne pas utiliser d’énergie ou une quantité d’eau supplémentaire pour la filtration. 

### L’énergie
Les énergies renouvelables ont été mises en place pour les usages ménagers, notamment des panneaux solaires sur les toits. L'électricité récupérée par les panneaux solaires est d'abord renvoyée sur le réseau électrique avant d'être redistribuée aux consommateurs dans la quantité demandée.
Les maisons ont été construites avec des espaces de vie orientés côté sud, des fenêtres nombreuses et de grande taille , qui permettent à la lumière du soleil de pénétrer dans les logements et de produire de la chaleur naturellement.
Ce quartier encourage aussi les déplacements non-polluants grâce à une piste cyclable, des trottoirs plus larges pour les piétons, des transports en commun favorisés par plusieurs arrêts de bus dans le quartier. Le parc des Roselières possède un éclairage public comportant des lampes halogènes et fluo compactes. Les lampes fluo compactes sont utilisées dans les couloirs des logements collectifs et les allées intérieures. Les lampes halogènes sont, elles, utilisées pour les lampadaires et l'éclairage des rues. 
Cet éclairage est automatique : le quartier dispose de lumandars, dispositifs fixés aux lampadaires, programmés pour reconnaître la luminosité et allumer ou éteindre les lampadaires en fonction de cette dernière. 

### Les matériaux utilisés
Des matériaux nobles c’est-à-dire naturels et recyclables (bois, pierre, verre) ont été utilisés, que ce soit pour la construction des maisons ou pour l’aménagement des espaces communs.

### Le tri des déchets
Pour la collecte des déchets, un poste de tri sélectif a été mis en place dans le quartier et de grands locaux poubelles ont été mis en place à chaque entrée d'immeubles.